# Середня школа № 3 імені Володимира Юричка
Середня загальноосвітня школа інтернат №3 імені Володимира Юричка — комунальний середній загальноосвітній навчальний заклад I-III-го ступеня у місті Самборі Львівської області. Знаходиться на вул. Володимира Юричка, 1.

## Історія
9 вересня 2014 року середню школу №3, рішенням Самбірської міської ради, було названо ім'ям Володимира Юричка. 

## Короткі відомості
2016 року в СЗШ №3 навчалось 275 дітей, у 2017 — 280, які навчаються у 13 класних кімнатах. 
Персонал школи становить 33 особи, з яких 25 — вчителі.
Відомі вихованці школи
- Володимир Юричко — активіст студентської революції в НМУ (2014), вояк 24-го батальйону територіальної оборони «Айдар», студент Національного медичного університету імені Олександра Богомольця (2011—2014). Лицар ордена «За мужність» ІІІ ступеня. Загинув у бою.

## Персоналії
Директор — Мамчак Оксана Омелянівна